# Giro d’Italia 2023/6. Etappe
Die 6. Etappe des Giro d’Italia 2023 fand am 11. Mai 2023 statt und führte auf eine 162 Kilometer lange Schleife um Neapel. Nach der Etappe hatten die Fahrer insgesamt 942,6 Kilometer zurückgelegt, was 27,1 % der Gesamtdistanz entsprach. Die Organisatoren der Rundfahrt bewerteten die Schwierigkeit der Etappe mit zwei von fünf Sternen.

## Streckenverlauf
Der neutralisierte Start erfolgte in Neapel zwischen dem Palazzo Reale und dem San Francesco di Paola auf dem Piazza del Plebiscito. Im Anschluss führte die Strecke entlang des Hafens in Richtung Osten und passierte dabei das Castel Nuovo und den Piazza del Mercato. Das Rennen wurde nach 9,5 Kilometern auf der Via Argine neben der Palavesuvio freigegeben.
Nach dem offiziellen Start führte die Strecke in Richtung Osten, ehe der Vesuv umrundet wurde. Nach 28,3 Kilometern gelangten die Fahrer nach Pompei, ehe nach 34,4 Kilometern der erste Zwischensprint in Sant’Antonio Abate ausgefahren wurde. Kurz darauf begann die Straße bei Angri zu steigen und führte auf den 8,3 Kilometer langen Anstieg des Valico di Chiunzi (656 m), der als Bergwertung der 2. Kategorie nach 48,8 gefahrenen Kilometern erreicht wurde. Nach einer kurzen Zwischenabfahrt nach Tramonti folgte die kurze Gegensteigung des Colle San Pietro (695 m), der jedoch nicht kategorisiert war. Bei Maiori erreichten die Fahrer die Amalfiküste, der sie über Amalfi, Conca dei Marini, Praiano und Positano in Richtung Westen folgten. Nach zahlreichen kleinen Anstiegen folgte nun über die SS 145 die Auffahrt zur Bergwertung Picco Sant’Angelo (469 m). Nachdem auf der Kuppe bei Kilometer 95,9 eine Bergwertung der 3. Kategorie abgenommen worden war, führte eine technisch anspruchsvolle Abfahrt nach Sorrent wo 54,2 Kilometer vor dem Ziel der zweite Zwischensprint ausgefahren wurde. Bei Castellammare di Stabia verließ die Strecke die Halbinsel von Sorrent und führte entlang der Küste zurück nach Neapel. Auf dem Rückweg wurden die Orte Torre del Greco und Ercolano durchfahren, ehe die Fahrer ins Zentrum der Stadt gelangten. Auf den letzten Kilometern passierten die Fahrer den Palazzo Reale und gelangten über die Via Nazario Sauro und Via Partenope auf die Via Francesco Caracciolo, wo sich das Ziel auf der Höhe des Mappatella Beach befand.
|                            | Ort                | Kilometer | Länge (km) | Höhe (m) | Ø Steigung |
| -------------------------- | ------------------ | --------- | ---------- | -------- | ---------- |
| neutralisierter Start      | Neapel             | −9,5      |            |          |            |
| offizieller Start          | Neapel             | 0         |            |          |            |
| Zwischensprint             | Sant’Antonio Abate | 34,4      |            |          |            |
| Bergwertung (2. Kategorie) | Valico di Chiunzi  | 48,8      | 8,3        | 656      | 6,2 %      |
| Bergwertung (3. Kategorie) | Picco Sant’Angelo  | 95,9      | 9          | 469      | 4 %        |
| Zwischensprint             | Sorrent            | 107,8     |            |          |            |
| Ziel                       | Neapel             | 162       |            |          |            |

## Rennverlauf
Nach drei verregneten Tagen nahmen die Fahrer die Etappe bei Sonnenschein in Angriff. Der Franzose Clément Russo (Arkéa-Samsic) ging aufgrund einer COVID-19 Infektion nicht an den Start. Mit Francesco Gavazzi (Eolo-Kometa), Alessandro De Marchi (Jayco AlUla), Simon Clarke (Israel-Premier Tech), Charlie Quarterman (Corratec) und Alexandre Delettre (Cofidis) setzten sich auf den ersten Kilometern fünf Fahrer vom Hauptfeld ab, indem Fernando Gaviria (Movistar) und Jonathan Milan (Bahrain Victorious), der Führende der Punktewertung, zu Sturz kamen. Beide konnten das Rennen jedoch unbeschadet fortsetzen. Mit Alessandro Verre (Arkéa-Samsic) versuchte ein weiterer Fahrer zur Spitzengruppe aufzuschließen, was ihm jedoch nicht gelang.
Beim ersten Zwischensprint in Sant’Antonio Abate sicherte sich Charlie Quarterman die meisten Punkte, während sich Mads Pedersen (Trek-Segafredo) im Sprint aus dem Hauptfeld vor Michael Matthews (Jayco AlUla) durchsetzte. Kurz darauf folgte der Anstieg des Valico di Chiunzi. In der Ausreißergruppe überquerte Francesco Gavazzi die Kuppe der Bergwertung als Erster, während die Ineos Grenadiers das Tempo im Hauptfeld erhöhten. Innerhalb von wenigen Kilometern verkürzten sie den Vorsprung der Spitzengruppe von über fünf auf rund vier Minuten. Mit Mark Cavendish (Astana Qazaqstan) konnte einer der Top-Sprinter dem Tempo nicht mehr folgen und fiel zurück. Seine Teamkollegen versuchten den Briten an der Amalfiküste wieder zurückzuführen, was ihnen jedoch nicht gelang. Im Anstieg der zweiten Bergwertung des Tages, der Picco Sant’Angelo, setzten sich Simon Clarke und Alessandro De Marchi von ihren Begleitern ab und überquerten die Kuppe mit einem Vorsprung von rund zweieinhalb Minuten auf das Peloton, das wenig später die abgehängten Fahrer der Ausreißergruppe nach dem zweiten Zwischensprint in Sorrent einholte. Nachdem Alessandro De Marchi die meisten Punkte auf der Picco Sant’Angelo geholt hatte, führte Simon Clarke über die Abnahme in Sorrent.
Auf dem Weg nach Neapel stabilisierte sich der Vorsprung der beiden Ausreißer auf rund zwei Minuten. 14 Kilometer vor dem Ziel fiel Primož Roglič (Jumbo-Visma) aufgrund eines Radwechsels zurück, ehe auch Geraint Thomas (Ineos Grenadiers) aufgrund eines technischen Defekts elf Kilometer vor dem Ziel den Anschluss zum Hauptfeld verlor. Beide konnten jedoch wieder zum Peloton aufschließen und verloren keine Zeit in der Gesamtwertung. Drei Kilometer vor dem Ziel betrug der Vorsprung der beiden Ausreißer immer noch 30 Sekunden, ehe sie den letzten Kilometer mit einem geringen Vorsprung erreichten. Im Finale weigerte sich Alessandro De Marchi die Führungsarbeit zu übernehmen, sodass die beiden Spitzenreiter rund 300 Meter vor dem Ziel eingeholt wurden. Zeitgleich eröffnete Fernando Gavira den Sprint, musste sich jedoch Mads Pedersen geschlagen geben, der nach Etappensiegen bei der Tour de France und der Vuelta a España nun auch beim Giro d’Italia erfolgreich war. Hinter dem Dänen belegten Jonathan Milan, Pascal Ackermann (UAE Team Emirates) und Kaden Groves (Alpecin-Deceuninck) die weiteren Plätze.
In der Gesamtwertung kam es zu keinen nennenswerten Veränderungen. Andreas Leknessund (DSM) trug weiterhin das Rosa Trikot und führte die Nachwuchswertung an. Obwohl Thibaut Pinot (Groupama-FDJ) keine Punkte im Kampf um die Bergwertung holte, behielt der Franzose das Blaue Trikot mit einem Vorsprung von 14 Punkten. In der Punktewertung baute Jonathan Milan seinen Vorsprung auf Kaden Groves auf elf Punkte aus. In der Mannschaftswertung lagen weiterhin die Ineos Grenadiers voran.

## Ergebnis
| \| Etappenergebnis \| Etappenergebnis \| Etappenergebnis \| Etappenergebnis \| Etappenergebnis \| \| Fahrer \| Fahrer \| Land \| Team \| Zeit \| \| --------------- \| ----------------- \| --------------- \| ------------------------ \| --------------- \| \| 1. \| Mads Pedersen \| Dänemark \| Trek-Segafredo \| 3 h 44 min 45 s \| \| 2. \| Jonathan Milan \| Italien \| Bahrain Victorious \| + 0 s \| \| 3. \| Pascal Ackermann \| Deutschland \| UAE Team Emirates \| + 0 s \| \| 4. \| Kaden Groves \| Australien \| Alpecin-Deceuninck \| + 0 s \| \| 5. \| Fernando Gaviria \| Kolumbien \| Movistar Team \| + 0 s \| \| 6. \| Michael Matthews \| Australien \| Team Jayco AlUla \| + 0 s \| \| 7. \| Vincenzo Albanese \| Italien \| Eolo-Kometa \| + 0 s \| \| 8. \| Marius Mayrhofer \| Deutschland \| Team DSM \| + 0 s \| \| 9. \| Lorenzo Rota \| Italien \| Intermarché-Circus-Wanty \| + 0 s \| \| 10. \| Simone Velasco \| Italien \| Astana Qazaqstan Team \| + 0 s \| |                   |             |                          |                 |
| |                   |             |                          |                 |
| Quelle: ProCyclingStats |                   |             |                          |                 |
| Etappenergebnis |                   |             |                          |                 |
| Fahrer | Fahrer            | Land        | Team                     | Zeit            |
| 1. | Mads Pedersen     | Dänemark    | Trek-Segafredo           | 3 h 44 min 45 s |
| 2. | Jonathan Milan    | Italien     | Bahrain Victorious       | + 0 s           |
| 3. | Pascal Ackermann  | Deutschland | UAE Team Emirates        | + 0 s           |
| 4. | Kaden Groves      | Australien  | Alpecin-Deceuninck       | + 0 s           |
| 5. | Fernando Gaviria  | Kolumbien   | Movistar Team            | + 0 s           |
| 6. | Michael Matthews  | Australien  | Team Jayco AlUla         | + 0 s           |
| 7. | Vincenzo Albanese | Italien     | Eolo-Kometa              | + 0 s           |
| 8. | Marius Mayrhofer  | Deutschland | Team DSM                 | + 0 s           |
| 9. | Lorenzo Rota      | Italien     | Intermarché-Circus-Wanty | + 0 s           |
| 10. | Simone Velasco    | Italien     | Astana Qazaqstan Team    | + 0 s           |

## Gesamtstände
| \| Gesamtwertung \| Gesamtwertung \| Gesamtwertung \| Gesamtwertung \| Gesamtwertung \| \| Fahrer \| Fahrer \| Land \| Team \| Zeit \| \| ------------- \| ---------------------- \| ---------------------- \| ----------------- \| ---------------- \| \| 1. \| Andreas Leknessund \| Norwegen \| Team DSM \| 22 h 50 min 48 s \| \| 2. \| Remco Evenepoel \| Belgien \| Soudal Quick-Step \| + 28 s \| \| 3. \| Aurélien Paret-Peintre \| Frankreich \| AG2R Citroën Team \| + 30 s \| \| 4. \| João Almeida \| Portugal \| UAE Team Emirates \| + 1 min 00 s \| \| 5. \| Primož Roglič \| Slowenien \| Jumbo-Visma \| + 1 min 12 s \| \| 6. \| Geraint Thomas \| Vereinigtes Königreich \| Ineos Grenadiers \| + 1 min 26 s \| \| 7. \| Alexander Wlassow \| Neutrales Banner \| Bora-Hansgrohe \| + 1 min 26 s \| \| 8. \| Toms Skujiņš \| Lettland \| Trek-Segafredo \| + 1 min 29 s \| \| 9. \| Tao Geoghegan Hart \| Vereinigtes Königreich \| Ineos Grenadiers \| + 1 min 30 s \| \| 10. \| Vincenzo Albanese \| Italien \| Eolo-Kometa \| + 1 min 39 s \| |                        |                        |                   |                  |
| |                        |                        |                   |                  |
| Quelle: ProCyclingStats |                        |                        |                   |                  |
| Gesamtwertung |                        |                        |                   |                  |
| Fahrer | Fahrer                 | Land                   | Team              | Zeit             |
| 1. | Andreas Leknessund     | Norwegen               | Team DSM          | 22 h 50 min 48 s |
| 2. | Remco Evenepoel        | Belgien                | Soudal Quick-Step | + 28 s           |
| 3. | Aurélien Paret-Peintre | Frankreich             | AG2R Citroën Team | + 30 s           |
| 4. | João Almeida           | Portugal               | UAE Team Emirates | + 1 min 00 s     |
| 5. | Primož Roglič          | Slowenien              | Jumbo-Visma       | + 1 min 12 s     |
| 6. | Geraint Thomas         | Vereinigtes Königreich | Ineos Grenadiers  | + 1 min 26 s     |
| 7. | Alexander Wlassow      | Neutrales Banner       | Bora-Hansgrohe    | + 1 min 26 s     |
| 8. | Toms Skujiņš           | Lettland               | Trek-Segafredo    | + 1 min 29 s     |
| 9. | Tao Geoghegan Hart     | Vereinigtes Königreich | Ineos Grenadiers  | + 1 min 30 s     |
| 10. | Vincenzo Albanese      | Italien                | Eolo-Kometa       | + 1 min 39 s     |

| Punktewertung | Punktewertung          | Punktewertung | Punktewertung              | Punktewertung |
| Fahrer        | Fahrer                 | Land          | Team                       | Punkte        |
| ------------- | ---------------------- | ------------- | -------------------------- | ------------- |
| 1.            | Jonathan Milan         | Italien       | Bahrain Victorious         | 110 P.        |
| 2.            | Kaden Groves           | Australien    | Alpecin-Deceuninck         | 99 P.         |
| 3.            | Mads Pedersen          | Dänemark      | Trek-Segafredo             | 83 P.         |
| 4.            | Michael Matthews       | Australien    | Team Jayco AlUla           | 54 P.         |
| 5.            | David Dekker           | Niederlande   | Arkéa-Samsic               | 40 P.         |
| 6.            | Aurélien Paret-Peintre | Frankreich    | AG2R Citroën Team          | 33 P.         |
| 7.            | Vincenzo Albanese      | Italien       | Eolo-Kometa                | 32 P.         |
| 8.            | Stefano Gandin         | Italien       | Team Corratec-Selle Italia | 24 P.         |
| 9.            | Pascal Ackermann       | Deutschland   | UAE Team Emirates          | 24 P.         |
| 10.           | Arne Marit             | Belgien       | Intermarché-Circus-Wanty   | 23 P.         |

| Bergwertung | Bergwertung             | Bergwertung | Bergwertung                        | Bergwertung |
| Fahrer      | Fahrer                  | Land        | Team                               | Punkte      |
| ----------- | ----------------------- | ----------- | ---------------------------------- | ----------- |
| 1.          | Thibaut Pinot           | Frankreich  | Groupama-FDJ                       | 40 P.       |
| 2.          | Amanuel Ghebreigzabhier | Eritrea     | Trek-Segafredo                     | 26 P.       |
| 3.          | Aurélien Paret-Peintre  | Frankreich  | AG2R Citroën Team                  | 22 P.       |
| 4.          | Francesco Gavazzi       | Italien     | Eolo-Kometa                        | 18 P.       |
| 5.          | Alessandro De Marchi    | Italien     | Team Jayco AlUla                   | 15 P.       |
| 6.          | Samuele Zoccarato       | Italien     | Green Project-Bardiani CSF-Faizanè | 13 P.       |
| 7.          | Santiago Buitrago       | Kolumbien   | Bahrain Victorious                 | 12 P.       |
| 8.          | Simon Clarke            | Australien  | Israel-Premier Tech                | 12 P.       |
| 9.          | Andreas Leknessund      | Norwegen    | Team DSM                           | 10 P.       |
| 10.         | Toms Skujiņš            | Lettland    | Trek-Segafredo                     | 10 P.       |

| Nachwuchswertung | Nachwuchswertung   | Nachwuchswertung | Nachwuchswertung         | Nachwuchswertung |
| Fahrer           | Fahrer             | Land             | Team                     | Zeit             |
| ---------------- | ------------------ | ---------------- | ------------------------ | ---------------- |
| 1.               | Andreas Leknessund | Norwegen         | Team DSM                 | 22 h 50 min 48 s |
| 2.               | Remco Evenepoel    | Belgien          | Soudal Quick-Step        | + 28 s           |
| 3.               | João Almeida       | Portugal         | UAE Team Emirates        | + 1 min 00 s     |
| 4.               | Thymen Arensman    | Niederlande      | Ineos Grenadiers         | + 2 min 32 s     |
| 5.               | Santiago Buitrago  | Kolumbien        | Bahrain Victorious       | + 2 min 52 s     |
| 6.               | Einer Rubio        | Kolumbien        | Movistar Team            | + 3 min 35 s     |
| 7.               | Laurens Huys       | Belgien          | Intermarché-Circus-Wanty | + 6 min 08 s     |
| 8.               | Alexander Cepeda   | Ecuador          | EF Education-EasyPost    | + 6 min 27 s     |
| 9.               | Ilan Van Wilder    | Belgien          | Soudal Quick-Step        | + 6 min 47 s     |
| 10.              | Lars van den Berg  | Niederlande      | Groupama-FDJ             | + 7 min 52 s     |

| Mannschaftswertung | Mannschaftswertung    | Mannschaftswertung           | Mannschaftswertung |
| Team               | Team                  | Land                         | Zeit               |
| ------------------ | --------------------- | ---------------------------- | ------------------ |
| 1.                 | Ineos Grenadiers      | Vereinigtes Königreich       | 68 h 36 min 13 s   |
| 2.                 | Jumbo-Visma           | Niederlande                  | + 1 min 49 s       |
| 3.                 | Bahrain Victorious    | Bahrain                      | + 2 min 15 s       |
| 4.                 | Bora-Hansgrohe        | Deutschland                  | + 3 min 22 s       |
| 5.                 | UAE Team Emirates     | Vereinigte Arabische Emirate | + 3 min 23 s       |
| 6.                 | Trek-Segafredo        | Vereinigte Staaten           | + 4 min 15 s       |
| 7.                 | EF Education-EasyPost | Vereinigte Staaten           | + 4 min 55 s       |
| 8.                 | Soudal Quick-Step     | Belgien                      | + 7 min 01 s       |
| 9.                 | Israel-Premier Tech   | Israel                       | + 11 min 38 s      |
| 10.                | Groupama-FDJ          | Frankreich                   | + 12 min 00 s      |

## Ausgeschiedene Fahrer
- Clément Russo (Team Arkéa-Samsic): wegen positivem Corona-Test nicht gestartet[3]